# Memecylon giganteum
Memecylon giganteum är en tvåhjärtbladig växtart som beskrevs av Arthur Hugh Garfit Alston. Memecylon giganteum ingår i släktet Memecylon och familjen Melastomataceae. IUCN kategoriserar arten globalt som starkt hotad. Inga underarter finns listade i Catalogue of Life.